# Al'bert Vol'rat
Al'bert Chenrikovič Vol'rat (in russo Альберт Хенрикович Вольрат?; Tallinn, 21 ottobre 1903 – Tallinn, 10 aprile 1978) è stato un allenatore di calcio e calciatore sovietico.
Oltre alla carriera da calciatore e da allenatore, ha svolto il ruolo di massaggiatore nello staff tecnico di Ungheria (nel 1928), Ferencvaros, CE Europa e Arsenal.

## Palmarès

### Giocatore

#### Competizioni nazionali
- Campionato estone: 1

Sport Tallinn: 1921

### Allenatore

#### Competizioni nazionali
- Coppa dell'URSS: 2

Spartak Mosca: 1946, 1947